# Mesalina simoni
Mesalina simoni es una especie de escincomorfos de la familia Lacertidae.

## Distribución geográfica yhábitat
Es endémica del centro-oeste de Marruecos. Su rango altitudinal oscila entre 0 y 914 m s. n. m..